# Preis für Geisteswissenschaften der Akademie der Wissenschaften zu Göttingen
Der Preis für Geisteswissenschaften der Akademie der Wissenschaften zu Göttingen der Akademie der Wissenschaften zu Göttingen wird seit 2007 in unregelmäßigen Abständen für hervorragende Arbeiten in den Geisteswissenschaften verliehen, die einen wesentlichen methodischen oder sachlichen Fortschritt der wissenschaftlichen Erkenntnis bedeuten.
Die Arbeiten müssen gedruckt vorliegen und die Preisträger promoviert sein und das 40. Lebensjahr nicht überschritten haben. Er wird mit Dreiviertel-Mehrheit des Plenums der Geistes- und Gesellschaftswissenschaftlichen Klasse der Akademie gewählt. Die Forschungsthemen müssen aus den Disziplinen der Philologisch-Historischen Klasse der Akademie entstammen.

## Preisträger
Jeweils mit Laudatio.
- 2007 Martin Dönike, Humboldt-Universität Berlin, für Pathos, Ausdruck und Bewegung. Zur Ästhetik des Weimarer Klassizismus 1796–1806.
- 2008 Klaus Pietschmann, Schweiz für Kirchenmusik zwischen Tradition und Reform. Die Päpstliche Kapelle und ihr Repertoire unter Papst Paul III. (1534–1549).
- 2009 Kerstin Brückweh, London, für Mordlust. Serienmorde, Gewalt und Emotionen im 20. Jahrhundert.
- 2010 Alexander Ziem, Düsseldorf, für Frames und sprachliches Wissen. Kognitive Aspekte der semantischen Kompetenz.
- 2011 Yukiyo Kasai, Basel, für Die uigurischen buddhistischen Kolophone.
- 2013 Friederike Valerie Lange, Karlsruhe, für ihr Werk Grundrechtsbindung des Gesetzgebers. Eine vergleichende Studie zu Deutschland, Frankreich und den USA.
- 2014 Berenike Herrmann, Göttingen, in Anerkennung ihrer Arbeiten auf dem Gebiet der korpusgestützten Metaphernforschung.
- 2019 Ferdinand Weber, Göttingen, für seine Dissertation Staatsangehörigkeit und Status. Statik und Dynamik politischer Gemeinschaftsbildung.
- 2021 Linus Möllenbrink, Freiburg, für seine Dissertation Person und Artefakt. Zur Figurenkonzeption im ‚Tristan‘ Gottfrieds von Straßburg; Esther Köhring, Frankfurt, für ihre Dissertation Theatralisieren, experimentalisieren, bestiarisieren: Tiere auf Bühnen des Wissens von der Mitte des 20. Jahrhunderts bis in die Gegenwart.
- 2022 Saskia Limbach, Göttingen, für ihre Dissertation Government Use of Print in the Holy Roman Empire in the Sixteenth Century.
- 2023 Chen Hao, Shanghai, für seine Dissertation A History of the Second Türk Empire (ca. 682–745)
- 2024 Thomas Kuhn-Treichel, Heidelberg, für seine Studie Metaleptische Bilder des Erzählens: Von der Antike bis zur Gegenwart.[1]